# Barbara Schöneberger
Barbara Schöneberger (München, 5 maart 1974) is een Duitse presentatrice, actrice en zangeres.

## Jeugd en opleiding
Barbara Schöneberger is de dochter van de soloklarinettist Hans Schöneberger en zijn vrouw Annemarie. Ze groeide als enig kind op in Gröbenzell bij München en verzamelde in een foto-lovestory van het meisjesblad Mädchen in 1989 ervaringen voor de camera. Na haar eindexamen aan het Pestalozzi Gymnasium in 1993 voltooide ze een stage bij het modetijdschrift Mode Spezial. In 1994 startte ze een studie sociologie, communicatiewetenschap en kunstgeschiedenis in Augsburg. Tijdens haar studie werkte ze voor het agentschap Trendhouse EventMarketing in München. In deze periode had ze ook haar eerste tv-optreden met een gastrol in de serie Café Meineid. In 1999 beëindigde ze haar studie na tien semesters.

## Carrière

### Als actrice en presentatrice
Haar televisiecarrière begon ze als assistente van Elmar Hörig in het Sat.1-programma Bube, Dame, Hörig. Na een optreden in de Harald Schmidt-show merkte deze op, dat ze een eigen programma moest krijgen. Direct na dit optreden werd ze uitgenodigd voor een casting voor het programma Tie Break. In 1999 had ze met dit DSF-programma met het thema tennis haar eerste presentatie. In hetzelfde jaar aanvaardde ze naast Matthias Opdenhövel de co-presentatie van het programma Weck Up (Sat.1) tot 2003. Begin 2001 presenteerde ze met Kena Amoa de reality tv-show Girlscamp.
Schönebergers tot dusver grootste succes was de talkshow Blondes Gift, die vanaf 23 april 2001 draaide bij de commerciële zender Suntv en daarna voor een jaar werd overgenomen door de WDR. In maart 2004 wisselde ze met de talkshow naar ProSieben, waar ze te zien was tot augustus 2005. Herhalingen werden deels bij de zender TIMM uitgezonden.
Tussentijds werd ze voor een show op de late zaterdagavond door het ZDF ingehuurd om jongere toeschouwers te binden. De Schöneberger Show werd echter wegens geringe kijkcijfers na 17 afleveringen beëindigd. Er volgden regelmatige gastoptredens in de talkshow Blond am Freitag, de comedy-quiz Genial daneben – Die Comedy Arena en andere panelshows.
In 2005 was Schöneberger in de een minuut durende tv-rubriek Big City Fever te zien, die als reclametitel voor Coca-Cola vooraf aan Sex and the City sinds april 2005 wekelijks te zien was bij ProSieben. Daarin lichtte ze dagelijkse gebeurtenissen toe uit het leven in een grote stad. Bovendien was ze stamgast in de impro-comedy Frei Schnauze, waarin ze ook de bekwaamheid toonde om zeer snel te raden wat de andere kandidaten uitbeelden. Verder was ze te gast in alle zes afleveringen van de RTL-spelshow Typisch Frau – typisch Mann (2006). Sinds januari 2008 presenteerde Schöneberger samen met Hubertus Meyer-Burckhardt de NDR Talk Show. Ze aanvaardde een reeks kleinere rollen in Duitse films en tv-series en presenteerde regelmatig gala's en andere evenementen buiten het tv-gebeuren. Als columniste schreef ze voor de magazines Maxim, Jolie, Woman en het tv-blad Hörzu. Ze houdt zich ook bezig met liefdadige instellingen zoals Terre des Hommes en humanitaire evenementen. Als fotomodel stond ze voor onder andere het mannenmagazine Maxim voor de camera.
In mei 2011 won ze bij een prominentenspecial van het programma Wer wird Millionär? een miljoen euro, die ze ten gunste van Terre des Hommes, Livslust en Herzenswünsche doneerde. Sinds september 2013 presenteerde ze de op RTL uitgezonden liveshow Die 2 – Gottschalk & Jauch gegen alle, waarin Günther Jauch en Thomas Gottschalk tegen meerdere studiokandidaten, het studiopubliek en de tv-toeschouwers moesten aantreden. Ze presenteerde in 2012, 2014 en 2015 de Romy-uitreiking. Door de opkomende populariteit, die ze daardoor in Oostenrijk kreeg, presenteerde ze samen met Alfons Haider nu ook de Starnacht am Wörthersee en de Starnacht an der Wachau. Sinds 2015 verkondigde Schöneberger de Duitse punten tijdens het Eurovisiesongfestival.

### Als zangeres
In februari 2006 zong Schöneberger in het kader van de show Stars go Swing met het Capital Dance Orchestra, geproduceerd door Robert Mudrinic in het TIPI am Kanzleramt. In september 2007 startte ze haar eerste tournee als zangeres van de band The Berlin Pops Orchestra onder leiding van Joris Bartsch Buhle. In november 2007 verscheen haar eerste album Jetzt singt sie auch noch!, waaruit als eerste single Männer muss man loben uitgebracht werd. In februari 2008 werd haar tweede single Zu hässlich für München uitgebracht. In september 2009 verscheen Nochmal, nur anders, dat zich thematisch verwijderde van de swing en zich meer toelegde op de typische discosound van de jaren 1970. In oktober 2013 verscheen haar derde album Bekannt aus Funk und Fernsehen, dat zich thematisch over haar leven tussen tv-vrouw en huisvrouw draait en dat ze in 2014 ook op het podium presenteerde.

## Andere activiteiten
Schöneberger zette zich vrijwillig in voor de Deutsche Knochenmarkspenderdatei en aanvaardde meermaals de presentatie van de DKMS Dreamballs. Voor haar inzet werd ze in 2009 met de Douglas Hoffnungsträger Preis onderscheiden. Bovendien is ze, samen met haar collega-presentator Oliver Welke, jarenlang ambassadrice voor het internationale kinderhulpwerk Terre des Hommes.

## Privéleven
Barbara Schöneberger woont in Berlijn en is sinds 2009 getrouwd met de computer-ondernemer Maximilian von Schierstädt. Ze hebben een zoon (geb. 2010) en een dochter (geb. 2013).

## Onderscheidingen
- 2002: Nominatie voor de Duitse Televisieprijs
- 2003: Nominatie voor de Adolf-Grimme-Prijs in de categorie Amusement / Spezial voor „de zelfstandig-speelse omgang met de conventies van een talkshow in de reeks Blondes Gift“
- 2007: Duitse Comedyprijs als ensemblelid van Frei Schnauze XXL (beste comedy-show)
- 2015: Bundesverdienstkreuz am Bande des Verdienstordens der Bundesrepublik Deutschland voor haar engagement als ambassadrice van de liefdadigheidsinstelling Terre des Hommes voor de rechten van noodlijdende kinderen
- 2016: Duitse Televisieprijs voor de presentatie van Die 2 - Gottschalk & Jauch gegen ALLE
- 2016: Romy in de categorie Show/Amusement
- 2016: Goldene Henne in de categorie Publieksprijs Entertainment

## Discografie

### Albums
- 2007: Jetzt singt sie auch noch!
- 2009: Nochmal, nur anders
- 2013: Bekannt aus Funk und Fernsehen

### Singles
- 2007: Männer muss man loben
- 2008: Zu hässlich für München
- 2009: Jingle Bells
- 2014: Herr Kaiser

### DVD
- 2008: Jetzt singt sie auch noch

## Filmografie

### Televisie
- 1998: Bube, Dame, Hörig, Sat.1
- 1999: Kanal fatal, Bayerisches Fernsehen
- 1999: Voll Witzig, Sat.1
- 1999–2003: Weck Up, Sat.1
- 1999: TieBreak, Deutsches Sportfernsehen
- 2000/2001: Sat.1-Silvester-Gala, Sat.1
- 2001: Girlscamp, Sat.1
- 2001–2005: Blondes Gift (2001–2002 suntv, 2002–2003 WDR Fernsehen, 2004–2005 ProSieben)
- 2002: ran WM-Fieber, Sat.1
- 2002: Bambi-Verleihung, Das Erste
- 2003: Die Schöneberger-Show, ZDF
- 2003: Comedy Champ, ZDF
- 2003: Comedy für UNICEF, ZDF
- 2004/2005: Mania, RTL
- 2004-2007: Die 5 Millionen SKL Show, RTL
- 2005–2007: Life Ball
- 2005–2007: Frei Schnauze, RTL
- 2005: Big City Fever, ProSieben
- 2005: Soundtrack of my Life, ProSieben
- 2005: Urmel aus dem Eis, Sat.1
- 2006: SOKO Wien, ZDF, 2e seizoen, aflevering 6: Auge um Auge
- 2007: Notruf Hafenkante, ZDF, 2e seizoen, aflevering 25: Heirate mich
- sinds 2008: NDR Talk Show, NDR
- 2008: Deutscher Filmpreis 2008 (presentatie), RBB
- 2008: Großstadtrevier, Das Erste, aflevering 274: Heikle Mission
- 2009/2012/sinds 2015: Echo (muziekprijs) (presentatie), Das Erste
- 2009: Adolf-Grimme-Preis (presentatie), 3sat
- 2009–2011: Deutscher Filmpreis (presentatie), ZDF
- 2010: Unser Star für Oslo (jurylid in de halve finale), ProSieben
- sinds 2011: Deutscher Radiopreis (presentatie), NDR
- 2012/2014–2015: Romy (tv-prijs) (presentatie), ORF
- 2013: Countdown für Malmö / Grand Prix Party, Das Erste
- sinds 2013: Die 2 – Gottschalk & Jauch gegen alle, RTL
- sinds 2014: Duitse voorronde voor het Eurovisiesongfestival, Das Erste/NDR
- 2014: Bambi, Das Erste
- sinds 2014: Countdown für… / Grand Prix Party, Das Erste
- 2016: Bambi, Das Erste
- sinds 2022: Verstehen Sie Spaß?, Das Erste

### Film
- 1999: Carmare
- 1999: Komiker
- 2001: Das Amt
- 2001: Balko
- 2002: Crazy Race (tv-film)
- 2004: Die Unglaublichen – The Incredibles (synchroonstem)
- 2005: Urmel aus dem Eis (tv-film)
- 2006: Der Räuber Hotzenplotz
- 2006: Lucas, der Ameisenschreck (synchroonstem)
- 2007: Herr Bello
- 2007: Keinohrhasen (cameo)
- 2009: Niko – Ein Rentier hebt ab (synchroonstem)
- 2010: Freche Mädchen 2
- 2011: Lindburgs Fall (tv-film)
- 2011: Männerherzen … und die ganz ganz große Liebe
- 2012: Hanni & Nanni 2
- 2013: Hanni & Nanni 3